# Mažeikiai
Mažeikiai ( escoltar (?·pàg.) és la capital del districte municipal de Mažeikiai en el comtat de Telšiai, a la riba del riu Venta. És la ciutat més gran de Lituània que no té el seu propi comtat.
Posseeix dues esglésies catòliques -Santíssim Cor de Jesús i Sant Francesc d'Asís- escoles de música i coreografia, escola politècnica i hospital.

## Història

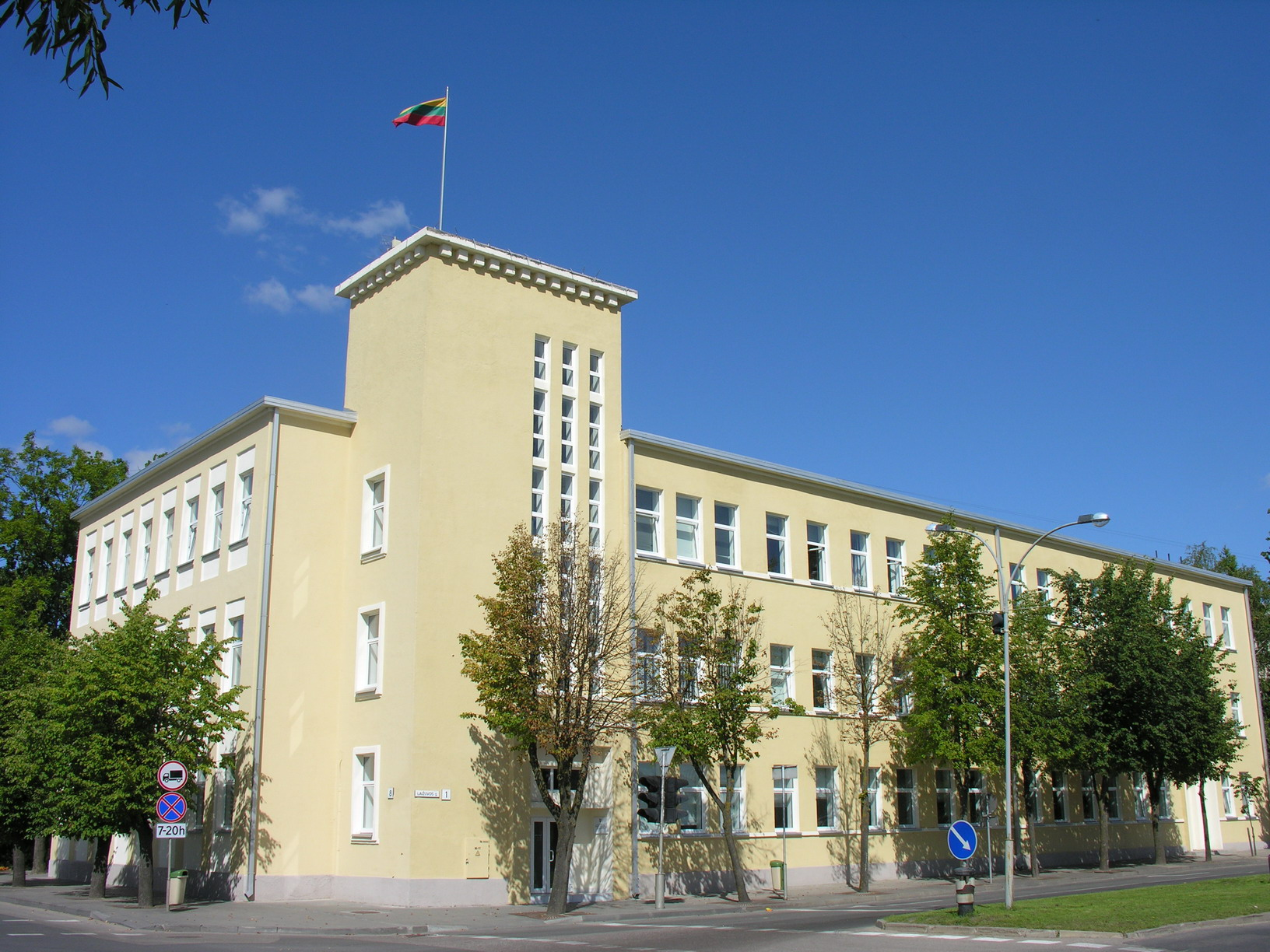
Edifici del districte municipal

Existeixen referències de Mažeikiai a partir del segle xiii. Els primers pobladors van venir de la costa de la mar Bàltica, després nomenats samogitis.
La ciutat va començar un període de desenvolupament a partir de 1869, quan va començar la construcció del ferrocarril Vílnius-Liepāja.

## Economia
Mažeikiai té una important indústria alimentària làctia, de pa i cervesa. Juntament amb la ciutat de Juodeikiai és l'única planta de tractament de petroli als països bàltics.

## Ciutats agermanades
- Płock, Polònia
- Navapolatsk, Belarús
- Saldus, Letònia
- Maribo, Dinamarca
- Paide, Estònia